# ルーマニアの経済
ルーマニアの経済では、東ヨーロッパ、バルカン半島の北に位置するルーマニアの各産業の状況、貿易について触れる。
ルーマニアは東ヨーロッパ、バルカン半島の北東に位置し、黒海の西岸に面する。
1989年のルーマニア革命以降、ルーマニア経済は抑制されているものの高いインフレーションの影響下にあり、生活水準の低下が続いている。2000年から2002年にかけ、GDP成長率は1.6%、5.3%、4.3%であり、失業率も2002年時点で10%に収まっている。しかしながら、同時期の消費者物価上昇率は、45.3%、34.5%、22.5%と高い。2004年にはようやく10%を下回ったと考えられている。
ルーマニアの伝統的な産業は農業であり、現在でも就労人口では農業の比重が高い。しかしながら、第二次世界大戦後、ソビエト型の計画経済によって重工業を中心に全工業部門の基盤を固めたため、GDPから判断すると工業国とも言える。鉱物資源は石油、石炭、天然ガスを中心に豊かである。
ルーマニアの貿易依存度は輸出入とも30%を超えており、貿易に強く依存している（なお、日本国の貿易依存度はいずれも10%前後である）。ルーマニア革命以前はドイツやソビエト連邦、旧ソビエト圏との結びつきが強かったが、その後、ロシアや東欧諸国よりもEC（1993年以降はEU）諸国との経済関係を重視している。

## 農業
ルーマニアは温帯に位置し、ケッペンの気候区分によると東部が温暖湿潤気候 (Cfa)、西部が西岸海洋性気候 (Cfb)、北部が亜寒帯湿潤気候 (Dfb) に属する。季節風や局地風は存在せず、東部の土壌はウクライナ黒土地帯と同等（チェルノーゼム）である。このため、小麦栽培を中心とした混合農業に適する。ブドウの栽培にも適しており、国土全体がブドウの北限界線よりも南にある。
ルーマニアは第一次産業人口が2001年時点で42.3%と高く、農業国である。穀物（小麦）の自給率も100%を上回り、輸出国である。2002年時点の小麦生産量は438万トン（以下、FAOのFAO Production Yeabook 2002による）。国土の中央部以外で冬小麦とトウモロコシ（850万トン）を生産している。国土の中央部はカルパティア山脈、ビホル山脈が占めるため、穀物生産には向かない。
生産シェアが高い作物はヒマワリ（99万トン、世界シェア7位、4.2%）である。
1990年時点は、トウモロコシ、ヒマワリ、キャベツ、亜麻、羊毛などの世界シェアがいずれも上位10位に入っていた。10年間で第一次産業人口が10ポイント以上も上昇するなど、経済構造が農業優位に変化しているにもかかわらず、世界の経済成長に追いついていないため、いずれもシェアが低下した。
黒海に面しているものの漁業は振るわない。1990年時点で13万トンだった漁獲高は、2002年時点では7000トン以下にまで減少した。

## 鉱業

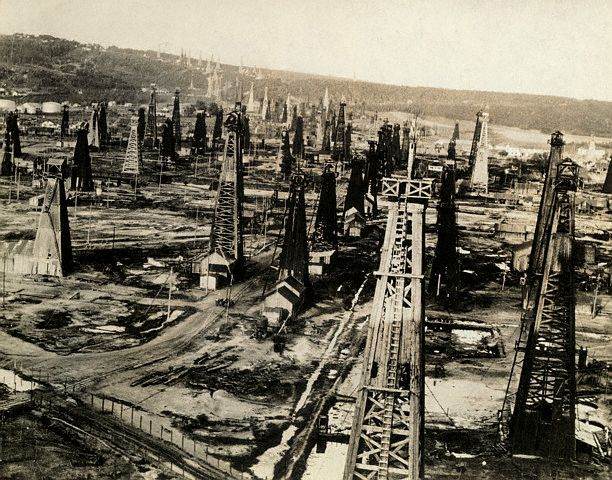
モレニ油田（1920年代） ルーマニア中南部ドゥンボヴィツァ県に位置する最初の油田

ルーマニアは、石油産出国であり、石油採掘の歴史も深い。早くも1691年にモレニ油田で最初の原油の採掘が始まった。ピテシュティ、プロイェシュティなど油田に近い都市沿いに石油パイプラインも敷設されている。パイプラインはカルパチア山脈が東西方向へ通る部分（トランシルバニア山脈）とドナウ川の中間を東西に延び、鉄門から黒海沿岸の貿易都市コンスタンツァに至る。支線はウクライナにも接続されている。しかしながら、2002年時点では産出量が600万トンに留まり、国内需要をまかないきれず、石油輸入国となっている。
天然ガスは世界産出量の5%に相当する。石炭の埋蔵量は多いが亜炭、褐炭中心であり、品質は低い。それでも世界産出量の10位前後に相当する。石炭は、主に火力発電に利用されている。
他の鉱物資源としては、北西部マラムレシュ県県都バイア・マーレ近郊の亜鉛、鉛、中西部フネドアラ県県都デヴァ近郊の金、銀、鉄である。デヴァの鉱山は古代のダキア人も採掘していた由緒ある鉱山である。岩塩は、モルドヴァ地方北部とトランシルヴァニア南部のムレシュ川沿いで年間200万トン程度採掘されている。他に少量ながら銅、ウランも産する。

## 工業
ルーマニアはもともと農業国であったが、1950年代からソビエト型の計画経済のもと、重工業を中心に工業基盤を建設してきた。ルーマニア政府の方針として輸入を極端に制限したため、規模としては、食品工業、繊維業が中心であるものの、他の工業基盤も成立している。最も進んだ工業は、絹織物工業であり、2002年時点の世界シェアが5位と高く、生産量は2534万m2に達する。以下に、都市単位で盛んな工業を挙げる。
- ブラショヴ - 自動車工業、化学工業
- クルージュ＝ナポカ - 製薬業、繊維業、窯業
- コンスタンツァ - 造船業（ルーマニア第一の輸出港）
- ティミショアラ - 化学工業、靴製造業、電気製品
- ブカレスト - 首都、工業の中心都市。機械工業、石油化学工業、繊維業、電子機器、セメント製造
- ヤシ - 家具製造業、製薬業、鉄鋼業、繊維工業

コンスタンツァとヤシを除く都市は、いずれも計画経済時に工業化が進んだ。しかしながら、ルーマニア工業は農業と同じく、世界の経済成長に遅れをとってしまった。1990年時点では、ワイン、毛糸、絹織物、毛織物、塩酸、リン酸、ソーダ灰がいずれも世界シェア上位10位に含まれていたが、絹織物以外はいずれも脱落している。絹織物もシェア2位から5位に落ちている。

## 貿易

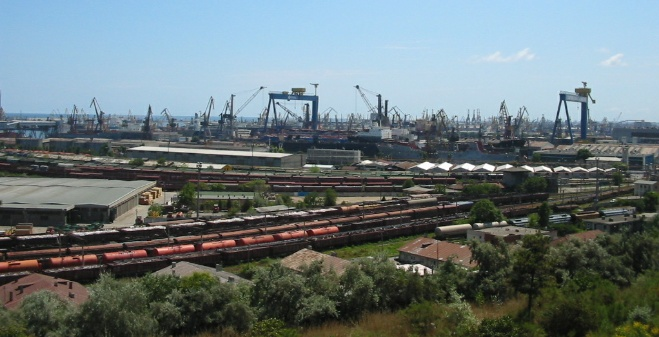
コンスタンツァ港
ルーマニアの貿易拠点として最も重要な港湾である

チャウシェスク時代は国策として貿易黒字を義務付けていたため、貿易収支は健全だったが、産業構造や国内経済に悪い影響を与えてきた。その後、輸入が伸びてゆき、貿易黒字は次第に減ってきている。1990年の主な輸出品は石油を除く化石燃料、金属、機械類、輸入は石油、金属、機械類であり、貿易相手国は輸出入ともソ連が首位にあった。この時点では重工業中心の経済体制をそのまま反映した内容だった。
ルーマニアの貿易依存度は1990年からの10年間で輸出が15ポイント、輸入が5ポイントも増えてきた。2002年現在では輸入179億ドルに対し、輸出139億ドルであり、貿易赤字国である。

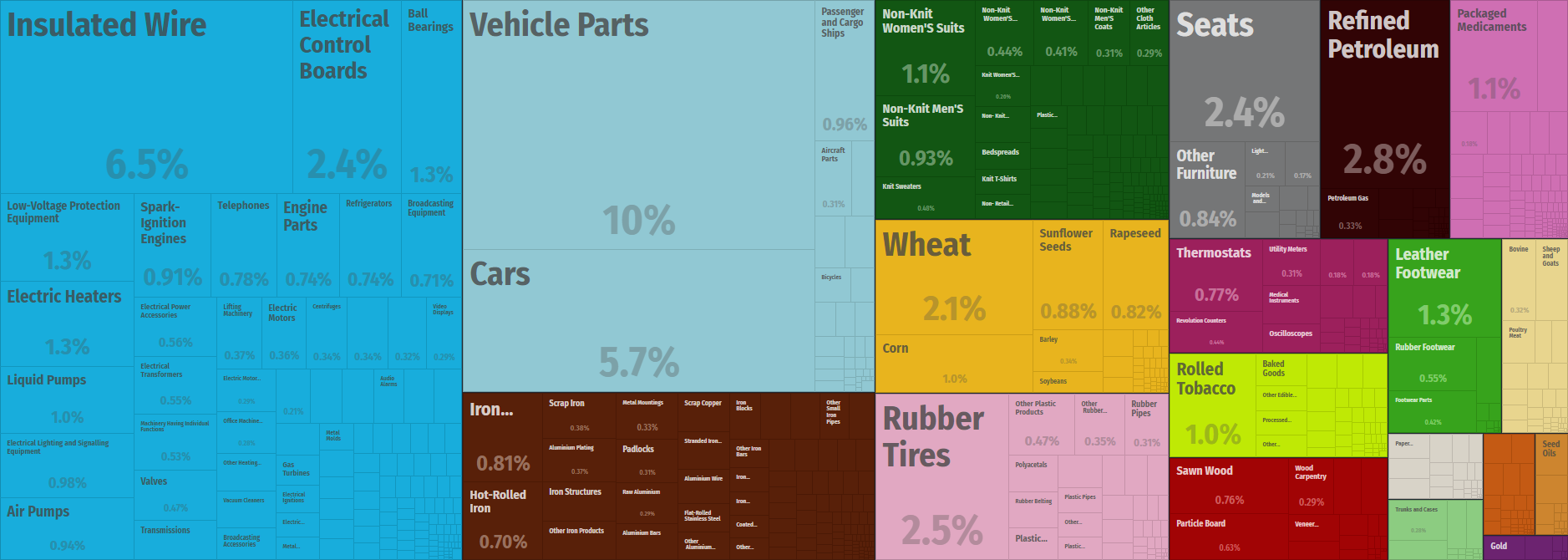
色と面積で示したルーマニアの輸出品目

2002年時点の貿易の内容を見ると、軽工業の伸びが著しい。2002年時点の主な輸出品は、衣類 (23.4%)、電気機械 (9.7%)、鉄鋼 (7.4%)。輸出先はイタリア、ドイツ、フランスの順である。主な輸入品は繊維と織物 (13.3%)、機械類 (11.5%)、電気機械 (11.1%)。輸入先はイタリア、ドイツ、ロシアである。ソ連（ロシア）の比重が下がり、EC(EU)中心に変化している。
日本との貿易では、貿易収支のバランスが取れている。日本への主な輸出品は衣類 (43.7%)、スキー靴 (11.3%)、肥料 (3.9%)、日本からの主な輸入品はクレーン (24.4%)、電気回路用品 (8.9%)、電気計測機器 (6.9%) である。